# Полевой Сундырь
Полево́й Сунды́рь (чув. Хирти Сӗнтӗр) — деревня в Комсомольском районе Чувашской Республики. Административный центр Полевосундырского сельского поселения.

## География
Находится в юго-восточной части Чувашии, на расстоянии приблизительно 12 км на юго-восток по прямой от районного центра села Комсомольское.

## История
Основана во второй половине XVII века переселенцами из деревни Сундырь (ныне в составе города Мариинский Посад). В 1795 году отмечено было 20 дворов и 152 жителя. В 1897 году было учтено 297 жителей, в 1926 — 79 дворов и 426 жителей, в 1939—458 жителей, в 1979—443. В 2002 году было 86 дворов, в 2010 — 74 домохозяйства. В 1931 году был образован колхоз «Коммунар», в 2010 году действовала ООО "Агрофирма «Слава картофелю».

## Население
Постоянное население составляло 232 человека (чуваши 97 %) в 2002 году, 205 в 2010.